# Bringing Back the Balls to Stockholm
Bringing Back The Balls To Stockholm es el segundo DVD de la banda de heavy metal finlandesa Lordi. El show tuvo lugar el 16 de septiembre, en Estocolmo, Annexet. Fue el primer concierto del Lordi's Bringing Back The Balls To Europe Tour. Unas 11 canciones grabadas durante el concierto, omitiendo "It Snows In Hell", "Dynamite Tonight" y "Devil Is A Loser" fueron lanzadas como un bonus CD en "Zombilation - The Greatest Cuts"

## Lista de canciones
1. Bringing Back the Balls to Rock
2. Get Heavy
3. Who's Your Daddy?
4. Not the Nicest Guy
5. Pet the Destroyer
6. Rock the Hell Outta You
7. Blood Red Sandman
8. The Kids Who Wanna Play With the Dead
9. It Snows in Hell
10. Dynamite Tonite
11. Devil Is a Loser
12. They Only Come Out At Night
13. Would You Love a Monsterman?
14. Hard Rock Hallelujah

## Enlaces enternos
- Información del DVD (en inglés) (enlace roto disponible en Internet Archive; véase el historial, la primera versión y la última).
- Información del DVD (en finés)

- Datos: Q73546